# Англиканский собор Святого Патрика (Арма)
Собор Святого Патрика (англ. St Patrick’s Cathedral) — англиканский собор Церкви Ирландии в Арме, Северная Ирландия. Резиденция архиепископа Армы. Один из двух соборов в Арме, посвящённых святому Патрику; второй — католический. Памятник архитектуры категории А.
В соборе похоронен Бриан Бору (ок.942—1014), верховный король Ирландии.

## История
В 445 году святой Патрик построил первую каменную церковь на холме Друим Сайлах (Уиллоу-Ридж), вокруг которой возникла монашеская община. Церковь исторически была центром католицизма в Ирландии. Собор и всё принадлежащее ему были конфискованы Церковью Ирландии после Реформации при короле Англии Генрихе VIII. Со времени правления королевы Елизаветы I собор непрерывно находится во владении протестантов. В XIX веке на соседнем холме был возведён католический собор, также посвящённый святому Патрику.
Церковь разрушалась и перестраивалась 17 раз. Здание сильно пострадало от пожара в 1511 году и было восстановлено деканом Иоганом Маккауэллом (1505—1549) в начале XVI века. Вскоре после его смерти лорд-канцлер Кьюсак описал собор как «одну из самых красивых и лучших церквей в Ирландии». Церковь была существенно реконструирована архиепископом лордом Джоном Джорджем Бересфордом и архитектором Льюисом Нокаллсом Коттингемом в 1834—1840 годах. Коттингем приложил немало усилий по сохранению оригинального средневекового вида церкви. Последующие реставрации более радикально изменили внутренние пропорции здания, которые сохранил Коттингем.
Королева Елизавета II раздавала здесь деньги Монди в 2008 году.